# Hochstatt
Hochstatt település Franciaországban, Haut-Rhin megyében. Lakosainak száma 2175 fő (2022. január 1.). Hochstatt Morschwiller-le-Bas, Heimsbrunn, Galfingue, Frœningen, Zillisheim és Brunstatt-Didenheim községekkel határos.

## Népesség
A település népességének változása:
| Lakosok száma | 2084 | 2095 | 2173 | 2143 | 2169 | 2170 | 2179 | 2177 | 2175 |
|               | 2013 | 2015 | 2016 | 2017 | 2018 | 2019 | 2020 | 2021 | 2022 |